# 1738.
◄ | 17. stoljeće | 18. stoljeće | 19. stoljeće | ►
◄ | 1700-ih | 1710-ih | 1720-ih | 1730-ih | 1740-ih | 1750-ih | 1760-ih | ►
◄◄ | ◄ | 1735. | 1736. | 1737. | 1738. | 1739. | 1740. | 1741. | ► | ►►
Arhitektura • Astronomija • Biologija • Glazba • Kazalište • Kemija • Kiparstvo • Knjige • Književnost • Kršćanstvo • Medicina • Politika • Pravo • Promet • Slikarstvo • Znanost

## Rođenja
- 27. srpnja – Daredžan Dadiani, gruzijska kraljica

## Vanjske poveznice
|  | Zajednički poslužitelj ima još gradiva o temi 1738. |